# Emil Nikolaus von Reznicek
Emil Nikolaus von Reznicek (Viena, 4 de maig de 1860 - Berlín, Alemanya, 2 d'agost de 1945) fou un compositor austríac.
En un principi estudià dret a Graz, però ben aviat es dedicà a la música, primer sota la direcció de W. Mayer a Graz mateix, i després en el Conservatori de Leipzig. Més tard fou successivament director d'orquestra en els teatres de Zúric, Szczecin, Berlín, Jena, per espai de set anys a Praga, per breu temps a Weimar, i des de 1896 fins al 1899 a Mannheim. Durant la seva estada a Praga, el 22 de febrer de 1887, va néixer el seu fill primogènit, Friedrich ("Fritz").
Com a compositor assolí un èxit especial amb l'opereta Donna Diana, que s'estrenà a Praga (1894), on ja s'havien escoltat amb èxit les seves òperes Die Jungfrau von Orleans (1887); Satanella (1888), i Emmerich Fortunal (1889). El 1902 s'estrenà a Berlín, Till Eulenspiegel. El 2010 es va estrenar l'òpera Benzin que havia sompost el 1929. El seu fill Friedrich, més tard va servir com a tinent a l'exèrcit austríac abans d'emigrar als Estats Units l'1 d'agost de 1907, on va adoptar el cognom de la seva mare "von Marbod." Es va casar amb Katharina ("Katie") Riese de Dresden i junts van criar dotze fills.
Entre altres composicions de Reznicek, cal citar dues suites simfòniques, un Rèquiem, una Missa jubilar (1898), un quartet de corda i diversos cants.
Entre els seus alumnes destacà el compositor de musicals Frederick Loewe i, el director d'orquestra i compositor Eugen Bodart.